# Mario Galindo
 Mario Enrique Galindo Calixto (Punta Arenas, 1951. augusztus 10. –) chilei válogatott labdarúgó. 

## Pályafutása

### Klubcsapatban
Pályafutása nagy részét a Colo-Colo csapatánál töltötte, ahol 1971 és 1985 között játszott. 1976-ban kis ideig a CD Everton, 1983-ban pedig a Santiago Wanderers együttesében szerepelt. A Colo-Colo tagjaként négy alkalommal (1972, 1979. 1981, 1983) nyerte meg a chilei bajnokságot. 

### A válogatottban
1972 és 1982 között 23 alkalommal szerepelt az chilei válogatottban. Részt vett az 1974-es és az 1982-es világbajnokságon, illetve tagja volt az 1975-ös és az 1979-es Copa Américan részt vevő válogatottak keretének is.

## Sikerei, díjai
Colo-Colo
- Chilei bajnok (4): 1972, 1979. 1981, 1983
- Copa Libertadores döntős (1): 1973

CD Everton
- Chilei bajnok (1): 1976

## Külső hivatkozások
- Mario Galindo adatlapja a National-Football-Teams.com oldalon (angolul)

- Mario Galindo (angol, francia, spanyol nyelven). FootballDatabase.eu
- Mario Galindo (spanyol nyelven). solofutbol.cl
- Mario Galindo (német nyelven). kicker.de
- Mario Galindo adatlapja a worldfootball.net oldalon (angolul)